# Терьеры (телесериал)
«Терьеры» (англ. Terriers) — американский телевизионный сериал, транслировавшийся на канале FX с 8 сентября по 1 декабря 2010 года.

## Сюжет
Бывший полицейский Хэнк Долворт вместе с другом, бывшим преступником Бриттом Поллаком, ведут частные расследования без лицензии.

## В ролях
- Донал Лог — Генри «Хэнк» Долворт
- Майкл Рэймонд-Джеймс — Бритт Поллак
- Лора Аллен — Кэти Николс, подруга Бритта
- Кимберли Куинн — Гретхен Долворт, бывшая жена Хэнка
- Джейми Денбо — Мэгги Леффертс
- Рокмонд Данбар — детектив Марк Густавсон
- Майкл Гэстон — Бен Зейтлин

## Награды и номинации
- 2010 — премия «IGN Summer Movie Awards» в категории «Лучший новый телесериал» и 3 номинации в категориях «Лучший телесериал», «Лучший телеактёр» (Донал Лог), «Лучший телезлодей» (Майкл Гэстон).
- 2011 — номинация на премию «Television Critics Association Awards» в категории «Outstanding New Program».

## Отзывы
Несмотря на низкие рейтинги, телесериал получил положительные отзывы кинокритиков. На сайте Rotten Tomatoes у сериала 94 % положительных рецензий из 18. На Metacritic — 75 баллов из 100 на основе 24 рецензий.